# Dolmen de la Marque

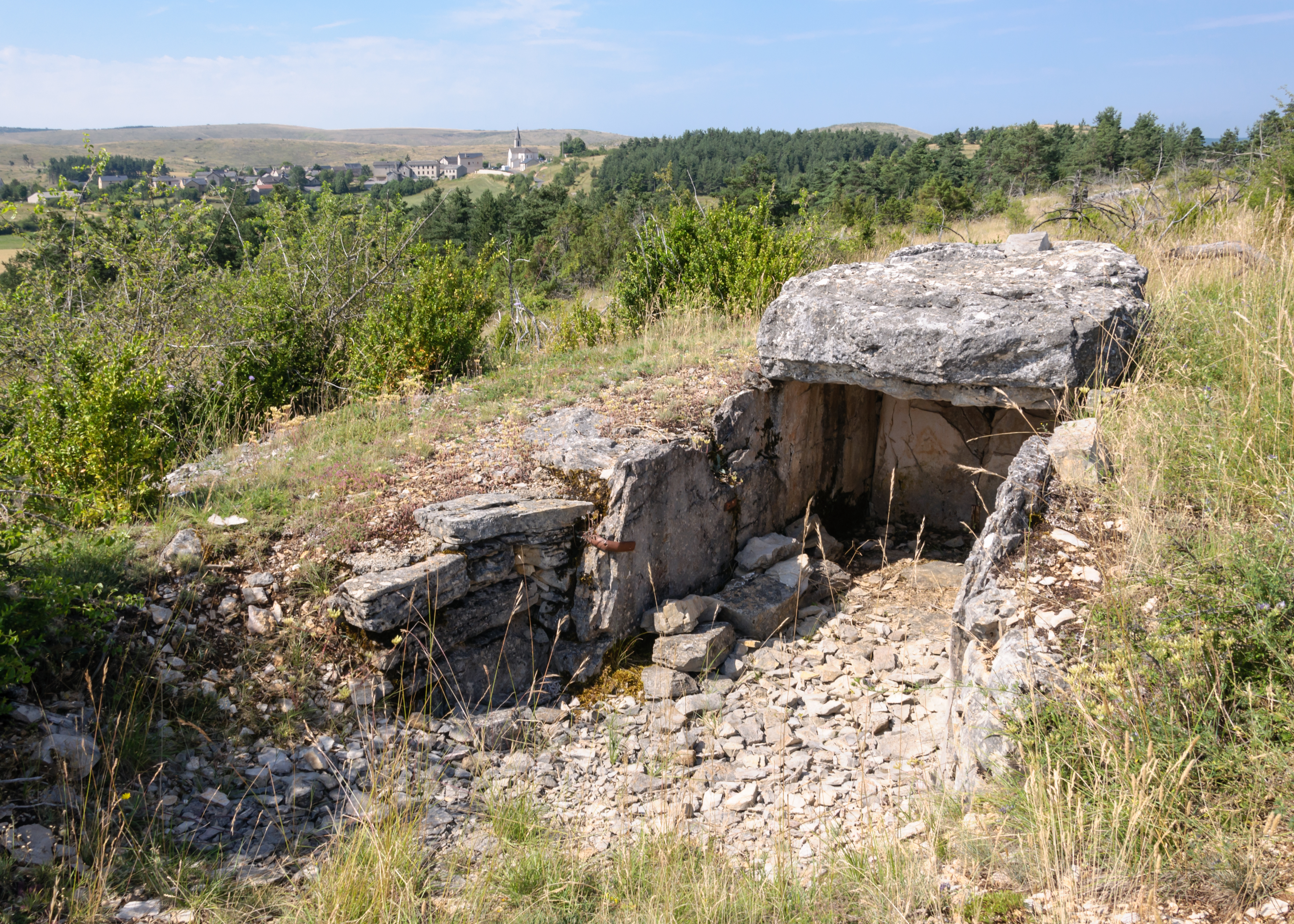
Dolmen de la Marque

Der Dolmen de la Marque (auch Dolmen du Buisson, Pèira Giganta, lo Geïon oder Chamblon genannt) liegt auf dem Causse Méjean, einer Kalksteinhochebene im Zentralmassiv in Mas-Saint-Chély im Département Lozère in Frankreich.
Dolmen ist in Frankreich der Oberbegriff für Megalithanlagen aller Art (siehe: Französische Nomenklatur).
Der etwa einen Meter breite, noch weitgehend von seinem Hügel stabilisierte, restaurierte Dolmen ist auf einer Länge von etwa 4,6 m erhalten. Er besteht aus vier Tragsteinen, dem Endstein und drei am hinteren Ende aufliegenden Decksteinen, von denen der hinterste zerbrochen ist. Ein vierter Stein, der die Maße eines Decksteins hat, liegt hinter der Megalithanlage auf dem Hügel. Der ungedeckte Teil 
ist etwa 3,1 m lang und wurde mit Beton und Trockenmauerwerk gefasst.

## Siehe auch

Dolmen de la Marque
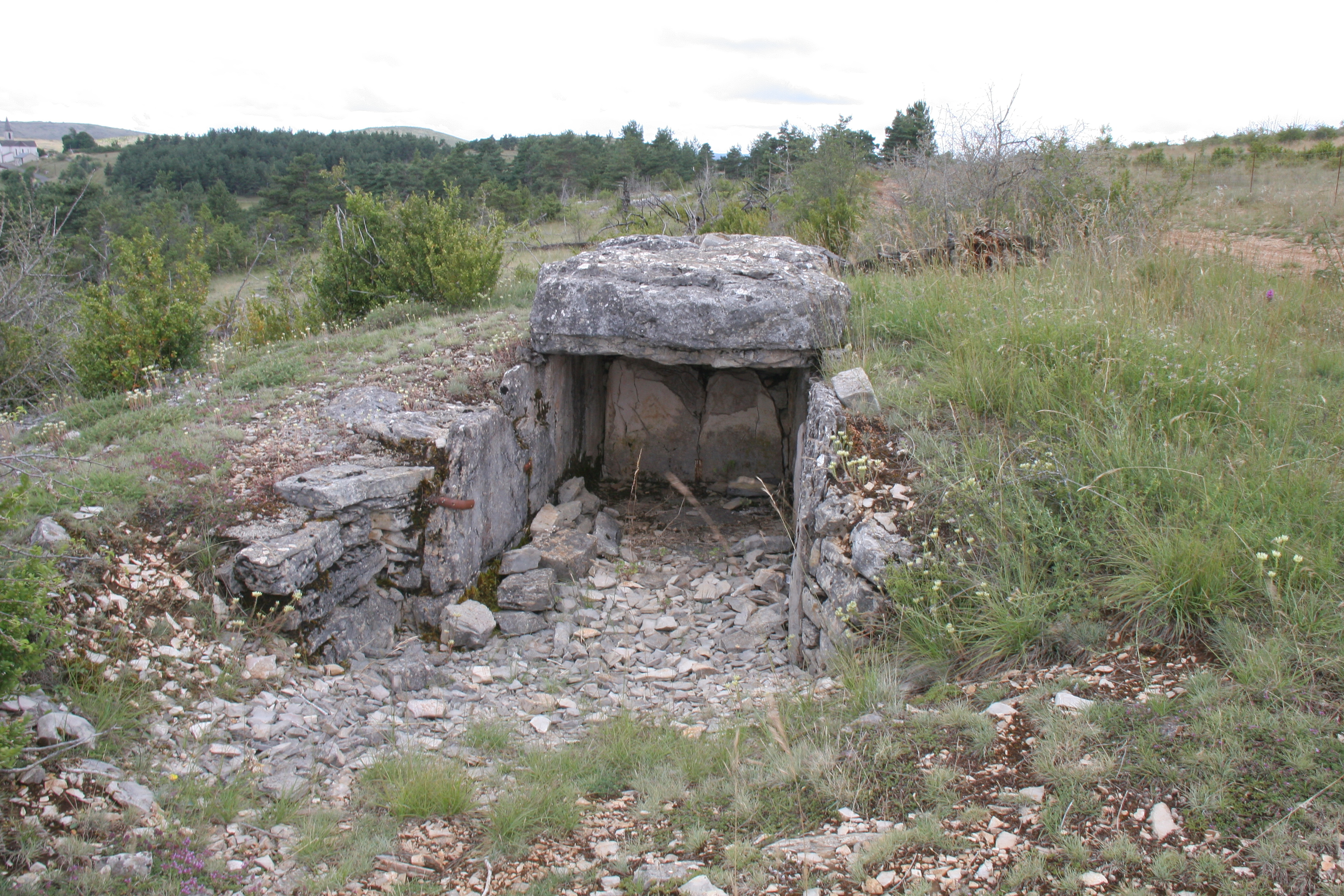
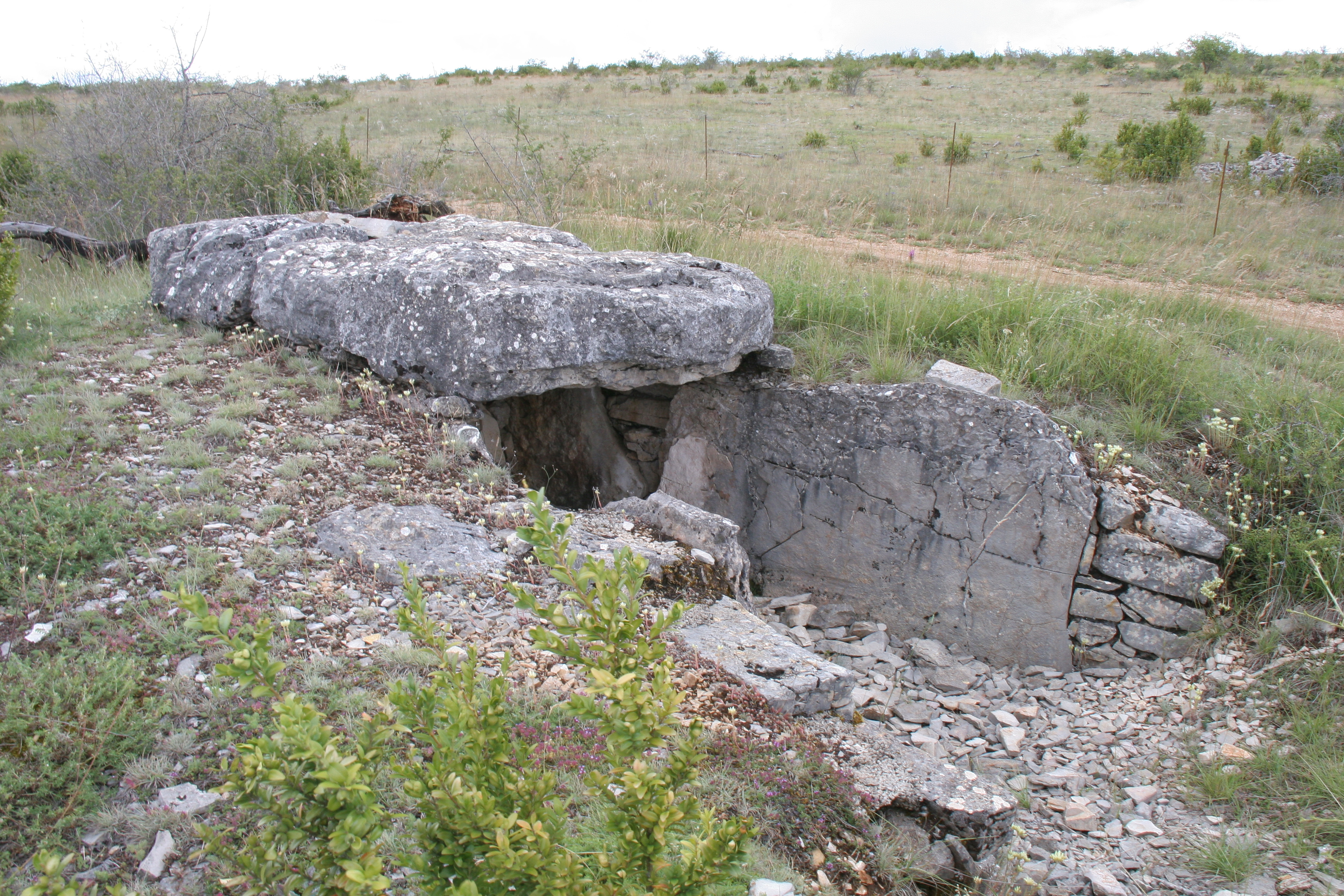
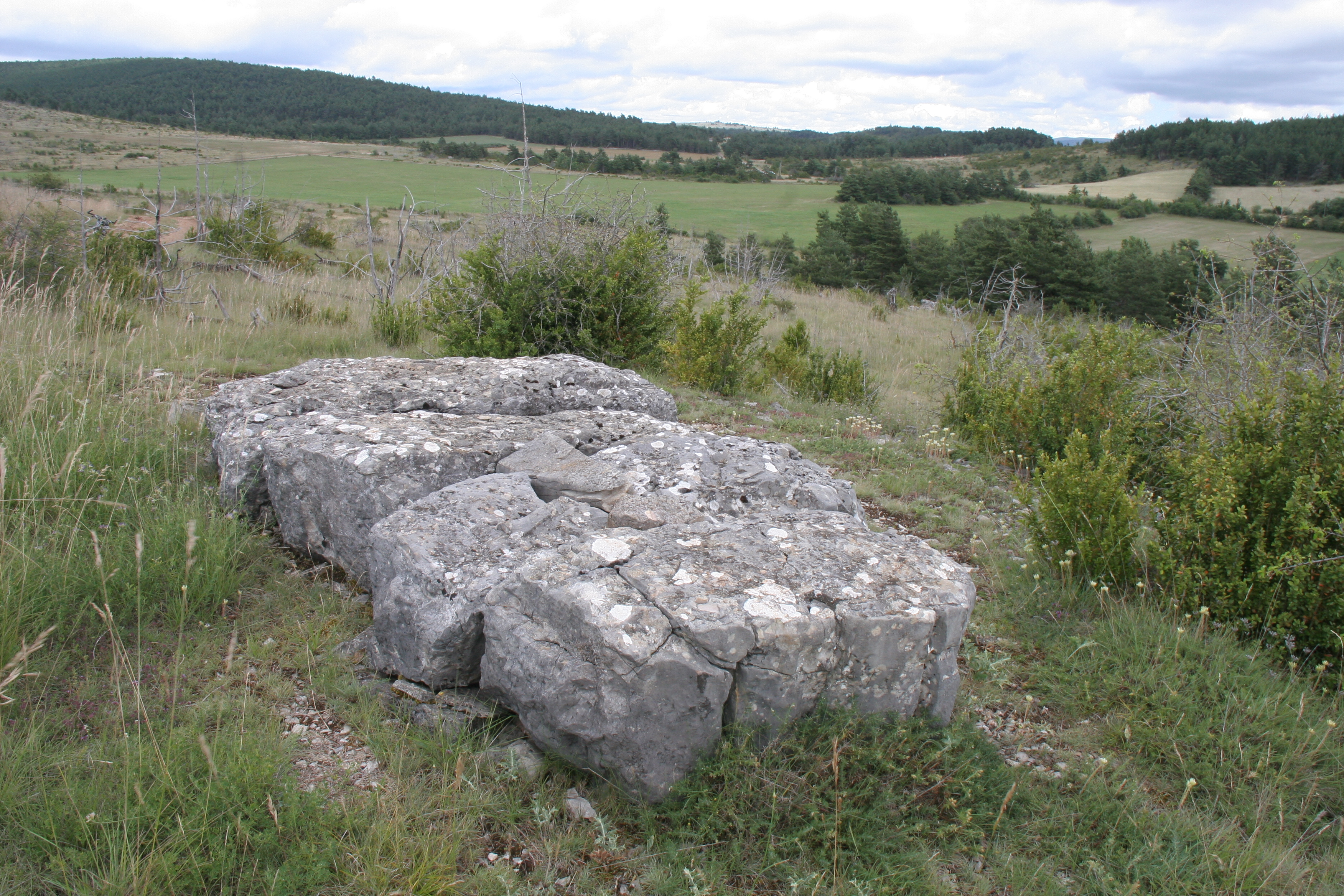
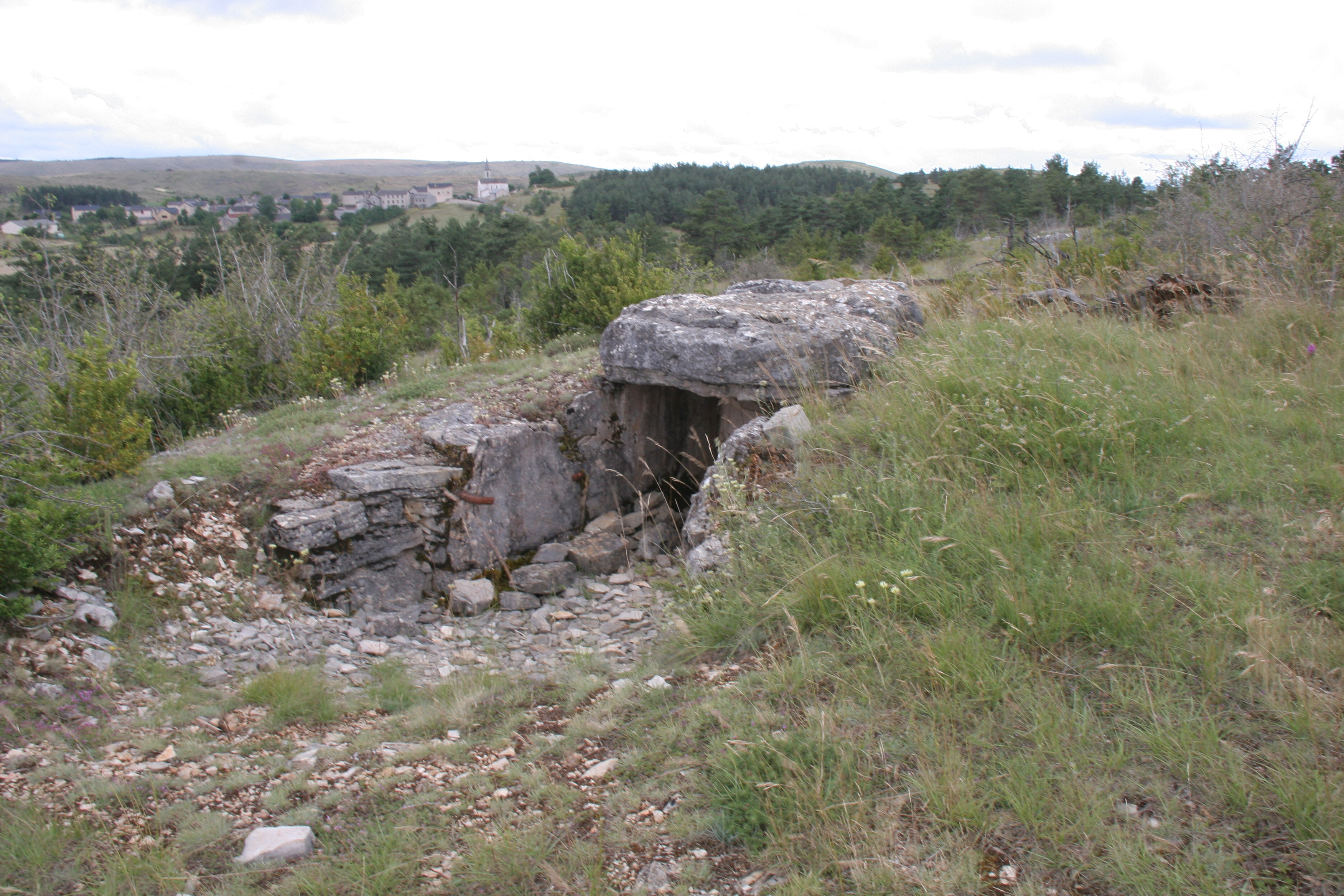